# Marc Gilbertson
Marc Gilbertson (* 8. Juni 1969 in Bloomington, Indiana) ist ein ehemaliger US-amerikanischer Skilangläufer.

## Werdegang
Gilbertson begann erst in den 1990er-Jahren, nachdem er sechs Jahre als Lehrer an der Lamoille Union High School in Morrisville, Vermont, tätig gewesen war, mit dem Skilanglauf und startete im Januar 1996 in Lake Placid erstmals im Continental-Cup, wo er den 22. Platz über 15 km Freistil und den zweiten Rang über 50 km Freistil belegte. Zu Beginn der Saison 1997/98 errang er in Canmore den zweiten Platz über 10 km klassisch und holte am Mount Spokane über 10 km klassisch seinen einzigen Sieg im Continental-Cup. Er wurde darauf Teil des US-Nationalteams und gewann das US-amerikanische Qualifikationsrennen über 30 km Freistil für die Olympischen Winterspiele 1998 in Nagano. Dort belegte er bei seiner einzigen Olympiateilnahme den 52. Platz über 50 km Freistil. In den folgenden Jahren bis 2004 nahm er vorwiegend an FIS-Rennen und am Continental-Cup teil, wobei er im November 2001 in Silver Star mit dem zweiten Platz über 10 km klassisch nochmals eine Podestplatzierung erringen konnte. In den Jahren 1999 und 2001 gewann er beim Gatineau Loppet das Freistilrennen. Im Februar 2000 nahm er beim Transjurassienne erstmals am Skilanglauf-Weltcup teil und kam dabei auf den 45. Platz. Im folgenden Jahr startete er in Soldier Hollow nochmals im Weltcup und erreichte mit dem 37. Platz im 30-km-Massenstartrennen seine beste Einzelplatzierung im Weltcup. In den Jahren 2003 und 2004 wurde er beim American Birkebeiner jeweils Siebter sowie im Januar 2004 Dritter bei den US-amerikanischen Meisterschaften im 50-km-Massenstartrennen in Rumford.

## Siege bei Continental-Cup-Rennen
| Nr. | Datum             | Ort           | Disziplin       | Serie           |
| --- | ----------------- | ------------- | --------------- | --------------- |
| 1.  | 13. Dezember 1997 | Mount Spokane | 10 km klassisch | Continental-Cup |